# За мир та стабільність
«За мир та стабільність» — депутатська група у Верховній Раді України 7-го скликання. Уповноважені представники групи: Грушевський Віталій Анатолійович, Балицький Євген Віталійович, Присяжнюк Олександр Андрійович. Ця група в себе включала 36 депутатів, більшість з яких були членами Партії Регіонів та деякі члени Комуністичної партії України.
Об'єднання «За мир і стабільність» вважається проєктом молодого олігарха та «гаманця» «сім'ї» Сергія Курченка. Також до фінансування цього утворення ніби мають стосунок колишні високопосадовці з оточення Януковича, а нині також,  які після зміни влади виїхали за кордон Сергій Арбузов та Олександр Клименко.

## Склад групи
Станом на 12.08.2014 до групи входило 36 народних депутатів України. Актуалізований список див. на сайті ВРУ.
- Балицький Євген Віталійович
- Бобков Олександр Михайлович
- Брайко Сергій Борисович
- Буховець Олег Юлійович
- Васильєв Геннадій Андрійович
- Васильєв Олександр Андрійович
- Вечерко Володимир Миколайович
- Голуб Олександр Володимирович
- Гончаров Анатолій Дмитрович
- Гончаров Сергій Васильович
- Горохов Сергій Олександрович
- Груба Григорій Іванович
- Грушевський Віталій Анатолійович
- Демедюк Василь Харитонович
- Денисенко Анатолій Петрович
- Дзоз Віталіна Олексіївна
- Зубчевський Олександр Петрович
- Козуб Олександр Андрійович
- Кудря Володимир Іларіонович
- Лук'янов Владислав Валентинович
- Лютікова Валентина Іванівна
- Медяник Володимир Юрійович
- Миримський Лев Юлійович
- Мураєв Євгеній Володимирович
- Олійник Володимир Миколайович
- Опанащенко Михайло Володимирович
- Парасків Олег Дмитрович
- Повалій Таїсія Миколаївна
- Пономарьов Олександр Сергійович
- Присяжнюк Олександр Андрійович
- Самойленко Василь Петрович
- Скарбовійчук Руслан Володимирович
- Струк Володимир Олексійович
- Тихонов Віктор Миколайович
- Чуб Володимир Євгенович
- Шугало Роман Васильович